# Dos Arroyos, Juchique de Ferrer
Dos Arroyos är en ort i Mexiko.   Den ligger i kommunen Juchique de Ferrer och delstaten Veracruz, i den sydöstra delen av landet, 260 km öster om huvudstaden Mexico City. Dos Arroyos ligger 298 meter över havet och antalet invånare är 790.
Terrängen runt Dos Arroyos är huvudsakligen kuperad, men åt sydväst är den bergig. Runt Dos Arroyos är det ganska tätbefolkat, med 100 invånare per kvadratkilometer. Närmaste större samhälle är Misantla, 16,6 km väster om Dos Arroyos. I omgivningarna runt Dos Arroyos växer huvudsakligen savannskog.